# Stephan Becker (Virologe)
Stephan Becker (* 2. Dezember 1960 in Wetzlar) ist ein deutscher Virologe, Professor für Virologie und Leiter des Instituts für Virologie an der Philipps-Universität Marburg.

## Leben
Er studierte von 1979 bis 1984 Pharmazie an der Philipps-Universität Marburg und promovierte 1988 in Biochemie.  Während seines Postdoktorats und seiner Tätigkeit als Assistenzprofessor forschte er an Marburg- und Ebolaviren und habilitierte mit Untersuchungen zur Replikation und Transkription des Marburgvirus im Jahr 2000.
Im Jahr 2003 war er an der Entdeckung des SARS-Coronavirus beteiligt.
Er leitete von 2006 und 2007 eine Arbeitsgruppe im Zentrum für Biologische Sicherheit am Robert Koch-Institut. Ende 2007 wurde er als Professor für Virologie  und Direktor des Instituts für Virologie an die Philipps-Universität Marburg berufen. Er leitet dort einen Sonderforschungsbereich zum Thema RNA-Viren und eine Sektion des Deutschen Zentrums für Infektionsforschung. In Zusammenarbeit mit diesem beteiligte sich Becker mit seinen Mitarbeitern an der Entwicklung eines Impfstoffs gegen SARS-CoV-2, den Erreger von COVID-19.

## Wissenschaftliche Forschungsschwerpunkte
Seine Forschungsschwerpunkte sind die Molekularbiologie von Arena- und Filoviren sowie die Entwicklung von neuen Impfstoffstrategien gegen hochpathogene Krankheitserreger.
Sein besonderes wissenschaftliches Interesse gilt der Replikation, Morphogenese und Pathogenese von zoonotischen Viren, die schwere Erkrankungen beim Menschen auslösen können.
Gemeinsam mit Rino Rappuoli, Antonio Lanzavecchia und Kollegen entwickelte er eine Variante der Hybridom-Technik unter Verwendung des Epstein-Barr-Virus zur Immortalisierung von B-Zellen.

## Mitgliedschaften in Wissenschaftlichen Gesellschaften
- Mitglied des wissenschaftlichen Beirats des Robert Koch-Instituts (RKI), Berlin[2]
- Mitglied des wissenschaftlichen Beirats des Friedrich-Loeffler-Instituts (FLI), Riems,[2]
- Mitglied des wissenschaftlichen Beirats der Deutschen Gesellschaft für Virologie[2]
- Mitglied des Europäischen Netzwerks zur Diagnostik „importierter“ Viruserkrankungen (ENIVD)[2]
- Mitglied der BSL-4-User Group (International High security Laboratories)[2]
- Gründungsmitglied der EuroNet-P4-Initiative (ENP4-Net, QUANDHIP; EMERGE)[2]
- Mitglied der Deutschen Akademie der Naturforscher Leopoldina[7][2]
- Mitglied des Fachkollegium Deutsche Forschungsgemeinschaft[2]
- Delegierter der  Bundesrepublik Deutschland in der Global Health Security Action Group (GHSAG) (2005–2008)
- Mitglied der Russian Academy of Medical Sciences[2]

## Beiratstätigkeiten
- J. Biol. Chemistry (2005–2011)[2]
- Ad hoc Reviewer: Cell, Lancet, Molecular Cell, PLOS Path., J. Virol., J. Gen. Virol., FEBS‐Letters, FEMS Immunol., Protein Engin., Arch. Virol., Med. Microbiol. Immunol.[2]
- Gesellschaft für Virologie e.V.[8]